# Biesse-Carrera-Premac
Biesse-Carrera-Premac is een wielerploeg die een Italiaanse licentie heeft. De ploeg werd in 2018 opgericht onder de naam Biesse Carrera Gavardo. Biesse-Carrera komt uit als continentale ploeg. In 2021 was de ploeg op amateurniveau actief.

## Bekende renners
Enrico Salvador (2018)
 Filippo Conca (2018-2019)
 Simone Ravanelli (2018-2019)
 Kevin Colleoni (2018-2020)
 Davide Plebani (2020-2021)
 Michele Scartezzini (2020-2021)
 Francesco Lamon (2020-2021)
 Carloalberto Giordani (2020-2022)

## Renners
Anno 2024 rijden er tien Italianen bij de ploeg en één Pool. Alle renners zijn geboren na 2000.
| Naam                 | Geboortedatum | Nationaliteit | Ploeg 2023                     |
| -------------------- | ------------- | ------------- | ------------------------------ |
| Nicolò Arrighetti    | 23-12-2004    | Italië        |                                |
| Andrea D'Amato       | 14-11-2002    | Italië        |                                |
| Tommaso Dati         | 13-07-2002    | Italië        | Mastromarco Sensi Nibali       |
| Davide Donati        | 08-04-2005    | Italië        | Ciclistica Trevigliese         |
| Francesco Galimberti | 02-01-2001    | Italië        |                                |
| Lorenzo Galimberti   | 02-01-2001    | Italië        |                                |
| Etienne Grimod       | 25-11-2005    | Italië        | Pool Cantù 1999-GB Junior Team |
| Filip Gruszczynski   | 13-02-2005    | Polen         | Energy Team ASD                |
| Andrea Montoli       | 09-04-2002    | Italië        | EOLO-Kometa U23                |
| Alessandro Motta     | 03-03-2002    | Italië        |                                |
| Marco Oliosi         | 11-05-2004    | Italië        |                                |
| Nicolò Pettiti       | 10-08-2002    | Italië        | Sias Rime                      |